# 1266 Tone
1266 Tone (1927 BD) là một tiểu hành tinh nằm phía ngoài của vành đai chính được phát hiện ngày 23 tháng 1 năm 1927 bởi O. Oikawa ở Tokyo.